# 斯塔維謝 (布魯西利夫市鎮)
50°24′17″N 29°31′22″E / 50.40472°N 29.52278°E
斯塔維謝（羅馬化：Stavyshche）是烏克蘭的村落，位於該國北部日托米爾州，由日托米爾區布魯西利夫市鎮負責管轄，始建於1624年，面積2.09平方公里，海拔高度179米，2001年人口579，人口密度每平方公里277.7人。